# Jafnea
Jafnea är ett släkte av svampar. Jafnea ingår i familjen Pyronemataceae, ordningen skålsvampar, klassen Pezizomycetes, divisionen sporsäcksvampar och riket svampar.